# Audrey Brown
Audrey Brown (India, Reino Unido, 24 de mayo de 1913-Mánchester, 11 de junio de 2005) fue una atleta británica, especialista en la prueba de 4 x 100 m, en la que llegó a ser subcampeona olímpica en 1936.

## Carrera deportiva
En los JJ. OO. de Berlín 1936 ganó la medalla de plata en los relevos de 4 x 100 metros, con un tiempo de 47.6 segundos. Llegó a la meta tras Estados Unidos (oro con 46.9 segundos) y por delante de Canadá; sus compañeras de equipo eran Violet Olney, Eileen Hiscock y Barbara Burke.